# Evaristo de Miranda
 (février 2022).
Il peut être nécessaire de l'améliorer pour respecter le principe de neutralité de point de vue. Veuillez consulter la page de discussion pour plus de détails.

Evaristo Eduardo de Miranda est un scientifique et un écrivain brésilien. Chercheur à l´Institut Brésilien de Recherches Agronomiques (EMBRAPA), il travaille sur les thèmes relevants de l’écologie, de l’agriculture, de l’environnement et de l’aménagement du territoire.

## Carrière
Né à São Paulo au Brésil, ingénieur de l´Institut Supérieur d´Agriculture Rhône-Alpes (ISARA) à Lyon (1976), il a obtenu son master et doctorat en sciences à l´Université des Sciences et Techniques du Languedoc-Roussillon (USTL), à Montpellier. Ses travaux de recherche dans la région de Maradi, au Niger entre 1977 et 1980, ont bénéficié de l´appui du CNRS, du IRAM et du CIRAD. De cette expérience est né le livre "A Geografia da Pele - um brasileiro imerso na África profunda". En 1980, il a été engagé comme chercheur de l´EMBRAPA au Centre National de Recherches du Tropique Semi-Aride, à Petrolina (État du Pernambouc). Dans la recherche agronomique brésilienne, Evaristo Eduardo de Miranda a aidé à construire, structurer et diriger trois centres nationaux de recherche, dont le Centre de Surveillance de l´Agriculture par Satellite à Campinas (S. Paulo). Il est le créateur et le premier coordinateur du Groupe d´Intelligence Territoriale Stratégique (GITE) [archive] et Directeur Général de l'Embrapa Territorial. En 2021 il a réçu le prix "Agronome de l´Année" de la Association des Agronomes de S. Paulo (AEASP).
Il a été professeur à l’Institut de Botanique de l´Université Fédérale Rurale de Pernambouc (UFRPE) et à l’Institut des Biosciences de l’Université de São Paulo (USP). Membre de plusieurs sociétés et associations scientifiques, il a été conseiller de l´ONU à la Conférence Mondiale de l´Environnement, la Rio-92. Avec des centaines d´articles scientifiques et journalistiques publiés au Brésil et à l´étranger, Evaristo Eduardo de Miranda est également l'auteur et co-auteur de plus de 50 livres en portugais, anglais, français, italien, espagnol, arabe et mandarin.
Il a conduit sa carrière  comme écrivain sur des thèmes humanistes, avec la publication des livres : "Água, Sopro e Luz" (1995), "Agora e na Hora" (1996), "Corpo Território do Sagrado" (2000) et "Sages Pharisiens - Réparer une Injustice" (2001), traduits en Italien et en Français, et La découverte de la biodiversité (2012). Plus récemment, il a publié "O Íntimo e o Infinito", "300 razões para batizar", "Vai entender esses católicos", "Bíblia – história, curiosidades e contradições" et "O Senhor Bom Jesus de Monte Alegre do Sul". Parmi ses livres les plus connus dans les domaines de l’écologie et de l’agriculture, se trouvent "Tons de Verde: a sustentabilidade da agricultura no Brasil (2018), "Agricultura no Brasil no Século XXI" (2013), "Jaguar" (2010) et "Jardins Botânicos do Brasil" (2009). Sa production scientifique et littéraire est polyvalente. Elle touche des thèmes variés comme la faune sauvage et domestique,; les écosystèmes brésiliens , et leur histoire,; la cartographie,et la surveillance de la végétation, et de l´environnement par satellite. Dans ses livres, il aborde aussi des sujets philosophiques  et spirituels,.
Pendant huit ans, il a présenté une partie de l'émission hebdomadaire Caminhos da Roça de EPTV-Globo et est commentateur en agroculture sur Rede Bandeirantes de Rádio e Televisão et sur le journal de la TV Século XXI. Il publie régulièrement dans des journaux et des revues comme  National Geographic, ECO 21, AgroDBO, Jornal da Universidade, A Tribuna, Agroanalysis, Revista Oeste et O Estado de São Paulo. En 2003, l'écrivain Gilles Lapouge lui a dedié son livre "En étrange pays" (Albin MIchel).

## Livres publiés au Brésil
- Tons de verde - a sustentabilidade da agricultura no Brasil (2019), Mandarin et Arabe.
- Shades of Green - Sustainable Agriculture in Brazil (2018), Anglais
- Tons de verde - a sustentabilidade da agricultura no Brasil (2018)
- Agropecuária no Brasil: uma síntese (2017)
- O Senhor Bom Jesus de Monte Alegre do Sul (2016)
- Rios do Brasil (2016)
- A geografia da pele - um brasileiro imerso na África profunda (2015)
- Bíblia – história, curiosidades e contradições (2015)
- Vai entender esses católicos... (2014)
- Eu vim para servir - comunidade, Igreja e sociedade (2014)
- Agriculture in Brazil in the Twenty-First Century (2013), Anglais
- Agricultura no Brasil no Século XXI (2013)
- Caubóis do Pantanal (2013)
- Quando os jovens não tinham voz, nem vez: Jesus no conflito de gerações (2013)
- A Arte do Olhar - Mata Atlântica (2012)
- 300 Razões para Batizar (2011)
- Jaguar. O rei das Américas (2010)
- O Íntimo e o Infinito - O Universo das Ciências e o Cosmos das Religiões (2010)
- Embrapa Monitoramento por Satélite - 20 anos (2009)
- Jardins Botânicos do Brasil[18](2009)
- Quando o Amazonas corria para o Pacífico, uma história desconhecida da Amazônia (2007)
- Guia de Curiosidades Católicas (2007)
- Natureza Brasileira em Detalhe (2006)
- Maravilhas a Caminho - Acolher um deficiente, viver nossas deficiências (2005)
- A água na natureza e na vida dos homens (2004)
- O Descobrimento da Biodiversidade - A Ecologia de Índios, Jesuítas e Leigos no Século XVI (2004)
- A Sacralidade das Águas Corporais (2004)
- Animais Interiores - nadadores e rastejantes (2004)
- Animais Interiores - Os voadores (2003)
- Natureza, conservação e cultura; ensaio sobre a relação do homem com a natureza no Brasil (2003)
- Sábios Fariseus - Reparar uma Injustiça (2001)
- Corpo Território do Sagrado (2000)
- A Foice da Lua no Campo das Estrelas - Ministrar Exéquias (1998)
- Agora e na Hora - Ritos de passagem à eternidade (1996)
- A Ecologia' (1995)
- Água, Sopro e Luz - Alquimia do Batismo (1995)

## Livres publiés à l´étranger
- Corpo, Territorio del Sacro (Ancora, 2023), Italien
- 300 razones para bautizar (Editorial Nueva Palabra, 2014), Espanhol.
- La découverte de la biodiversité (Albin Michel, 2012), Français.
- Il Corpo - Territorio del sacro (Ancora, 2002), Italien.
- Farisei Nostri Maestri - Un pregiudizio da superare (Ancora, 2001), Italien.
- Sages Pharisiens - Réparer une Injustice (Lethielleux, 2001), Français.
- Acqua, Soffio e Luce - Riflessioni sui Simboli del Battesimo (Ancora, 1999), Italien.
- Essai sur les déséquilibres écologiques et agricoles en zone tropicale semi-aride: le cas de la région de Maradi au Niger (IRAM, 1980), Français.

## Prix et distinctions
- - Agronome de l’Année, Trophée     Déesse Ceres, Association     des Agronomes de l’État de São Paulo (2022)
  - Ordre     de Rio Branco, Ministère des Affaires     Etrangères du Brésil - Itamaraty     (2020)
  - Ordre du Mérite Militaire,     Armée Brésilienne, Ministère de la Défense (2019)
  - Ordre     du Mérite Aéronautique, Force Aérienne Brésilienne, Ministère de la     Défense (2018)
  - Prix     "Les 100 personnalités les plus influentes de l'agroalimentaire"     - catégorie: "Université et Recherche", Magazine Dinheiro Rural     (2018)
  - Prix     "Recherche Scientifique", Conféderation Nationale de     l’Agriculture - CNA (2018)
  - Prix     "Personnalité     de l'année en enseignement et en recherche", Association     Brésilienne des Eléveurs (2017)
  - Constructeur     d'Internet.br, Réseau National d'Enseignement et de Recherche RNP,     Ministère des Sciences et Technologies (2017)
  - Ordre     du Mérite ABCZ, Association Brésilienne des Eleveurs de Zébu (2016)
  - Prix     du Mérite Agricole, Chambre des Deputés do Brésil (2014)
  - Prix     "Institutionnel de Recherche", Institut Brésilien de la     Recherche Agronomique - Embrapa (2010)
  - Prix     "Equipe Nationale de Recherche", Institut Brésilien de la     Recherche Agronomique - Embrapa (2009)
  - Prix     "Abril de Journalisme", Catégorie Sciences[1]     Grupo Abril (2008)
  - Brevet de Chevalier du Cep, Ordre Universelle     des Chevalliers du Cep - Montpellier, France (2004)
  - Prix Prof. Dr. Newton Freire-Maia, Instituto Ciência e Fé (2002)

1. ↑   Bernard Pivot. Interview avec Evaristo de Miranda sur l´Amazonie, l´Agriculture et la Recherche Scientifique, Chaine TF5 - Programme "Double Je". Paris, 15/05/2005
2. ↑  Article: Rio de Livros (Jaguar). O Globo, 05/2011
3. ↑  Article: Um velho companheiro. National Geographic, 03/2010
4. ↑  Article: O cavalo anfíbio do Pantanal é revelado por Evaristo, cientista e crente. IC News, 04/2011
5. ↑  Article: Lançamento do Livro Quando o Amazonas corria para o Pacífico. Jornal Universidade, 02/2007
6. ↑  Article: A Arte do Olhar – Mata Atlântica será lançado nesta quinta-feira, em São Paulo. National Geographic, 10/2012
7. ↑  Article: Quando plantas valiam ouro. Veja Rio, 06/2011
8. ↑  Article: A invenção do Brasil. Planeta Sustentável, 05/2007
9. ↑  Projet: Brasil Visto do Espaço. Embrapa, 06/2004
10. ↑  Projet: Brasil em Relevo. Embrapa, 06/2006
11. ↑  Miranda, E. E. et al. Vegetation Map of South America. Luxemburgo: European Commission, 2002. 48p.
12. ↑  Projet: Monitoramento Orbital de Queimadas. Embrapa, 05/2010
13. ↑  Gilles Lapouge. Interview avec Evaristo de Miranda, en direct du 22º Salon du Livre de Paris, sur l´Amazonie et sa surveillance par satellite. Radio France Culture - En étrange pays. Paris, 22/3/2002
14. ↑  Article: Livro ensina a reconhecer os animais que habitam cada pessoa. Folha de S. Paulo, 06/2003
15. ↑  Article: As águas e a sede do humano pela sua humanidade e divindade. Revista do Instituto Humanitas Unisinos, 04/2009
16. ↑  Article: O corpo na visão judaico-cristã.O Estadão, agosto de 2000
17. ↑  Article: Preservar é derrubar os mitos. Aliás, O Estado de S. Paulo, junho de 2006
18. ↑  Article: Livro relata histórias e curiosidades dos Jardins Botânicos do Brasil. Repórter Eco, TV Cultura, 05/2010